# Giloloa sofifi
Genre
Espèce
Giloloa sofifi, unique représentant du genre Giloloa, est une espèce d'araignées aranéomorphes de la famille des Pholcidae.

## Distribution
Cette espèce est endémique d'Halmahera dans les Moluques en Indonésie. Elle se rencontre vers Sofifi.

## Description
Le mâle holotype mesure 1,35 mm.

## Étymologie
Son nom d'espèce lui a été donné en référence au lieu de sa découverte, Sofifi.
Ce genre est nommé en référence à Gilolo

## Publication originale
- Huber & Carvalho, 2019 : Filling the gaps: descriptions of unnamed species included in the latest molecular phylogeny of Pholcidae (Araneae). Zootaxa, no 4546(1), p. 1-96.